# جيلمي
جيلمي (بالمنغولية: Зэлмэ، زيلمي، حوالي 1170 - 1207)‏، كان جنرالاً وصديقاً وثيقًا لجنكيز خان. كان الأخ الأكبر لسوبوتاي وكان من عشيرة يورينخان.  تم تعيين جيلمي كقائد مينغن، أو ألف رجل.

## السيرة الشخصية
في التاريخ السري للمغول، يُذكر أن جيلمي أُعطي إلى جنكيز خان عندما كان رضيعًا، لكنه اعتُبِر صغيرًا جدًا، وتم إرساله مع والده. والد جيلمي أعطى ابنه مرة أخرى إلى جنكيز خان عندما كان يجتمع مع وانغ خان. سبب إعطاء جيلمي لجنكيز غير واضح. 
عندما أصاب الجنرال جبه نويان جنكيز خان بسهم في رقبته، أنقذ جيلمي حياته عن طريق امتصاص الدم المسموم. كما أنه أحضر الزبادي لجنكيز خان (بعد الفشل في العثور على الحليب) من معسكر العدو.
تتمثل قيمة جيلمي لجنكيز في إحدى تصريحات جنكيز، حيث يمنح جيلمي الحصانة من المقاضاة حتى لو ارتكب تسع جرائم.